# موسی آوو
موسی آوو (انگلیسی: Musa Audu؛ زادهٔ ۱۸ ژوئن ۱۹۸۰) ورزشکار دو و میدانی اهل نیجریه است.
وی در مسابقات کشوری و بین‌المللی در مجموع برندهٔ ۱ مدال برنز شده‌است.